# John Williams (gitarrist)
John Christopher Williams, född 24 april 1941 i Melbourne, Australien  är en australisk-brittisk klassisk gitarrist. Williams fick sin första gitarr när han var runt fyra år. När familjen 1952 återvände till England började Williams att studera vid en gitarrskola, The Spanish Guitar Centre.

## Biografi
John Williams är son till en engelsk far och en australisk-kinesisk mor. Han lärdes i början upp av sin far. Vid tolv års ålder åkte han till Spanien för att studera för Andrés Segovia. Senare började han på Royal College of Music i London där han spelade piano eftersom skolan inte lärde ut gitarr vid den tiden. Vid sin examen fick han erbjudandet att starta en gitarravdelning på skolan, han antog erbjudandet och drev avdelningen under de två första åren.
Williams är mest känd som klassisk gitarrist, men har även provat på många andra musikstilar. Han har samarbetat med Julian Bream och Paco Peña och var medlem i musikgruppen Sky. Han är även kompositör och arrangör.  
Han har spelat gitarrkonserter av kompositörer som Stephen Dodgson, André Previn, Patrick Gowers, Richard Harvey och Steve Gray. Han har även arbetat med kompositörer från hemlandet Australien, till exempel Phillip Houghton, Peter Sculthorpe, Ross Edwards och Nigel Westlake.
Han fick en världshit med sin inspelning av Cavatina av Stanley Myers som var ledmotiv i den Oscarsvinnande filmen The Deer Hunter från 1979. Stycket hade ursprungligen skrivits för piano med skrevs om för gitarr och utökades av Myers. Efter detta användes stycket även i filmen Farligt möte från 1970. 1973 skrev Cleo Laine en text till stycket och spelade in sången He Was Beautiful ackompanjerad av John Williams. Ett år senare blev den en topp-5-singel i Storbritannien med Iris Williams (inget släktskap).
På inbjudan från producenten Martin Lewis bildade han en duett med rockgitarristen Pete Townshend från The Who och spelade in Won't Get Fooled Again för en välgörenhetsgala för Amnesty International 1979. 
Kontakten med Lewis ledde till att musikbandet Sky fick spela den första rockkonserten någonsin på Westminster Abbey, en välgörenhetsgala för Amnesty som Lewis producerade i februari 1981
Han är gästprofessor vid Royal Academy of Music i London.
Willams och hans fru Kathy Panama bor i London och Australien. Han har en son, Charlie Williams, från sitt tidigare giftermål med Sue Cook och har, trots att de har separerat, fortfarande nära band med henne och hennes dotter Megan Macqueen, Charlies halvsyster.
1973 fick han Grammy Award för bästa kammarmusikframträdande och 1983 BRIT Award för bästa klassiska inspelning.